# Огнев, Павел Агеевич
Павел Агеевич Огнев (15 января 1914, Томская губерния — 3 февраля 1978, Алтайский край, РСФСР) — помощник командира взвода 336-го гвардейского стрелкового полка (120-я гвардейская стрелковая дивизия, 3-я армия, Белорусский фронт затем 3-й Белорусский фронт), гвардии старшина.

## Биография
Павел Агеевич Огнев родился в крестьянской семье в деревне Малый Бащелак Барнаульского уезда Томской губернии (в настоящее время Чарышский район Алтайского края). Получил начальное образование. Работал в колхозе.
10 июля 1941 года Чарышским райвоенкоматом был призван в ряды Красной армии. С того же времени на фронтах Великой Отечественной войны.
Пулемётчик гвардии старший сержант Огнев 28 ноября 1943 года в бою у посёлка Победа Гомельской области огнём пулемёта уничтожил две пулемётные точки противника вместе с расчётами, что дало возможность атаковать остальным стрелковым подразделениям. Первым ворвавшись в траншеи противника Огнев из пулемёта уничтожил около 40 солдат противника. Приказом по 120-й гвардейской стрелковой дивизии от 16 декабря 1943 года он был награждён орденом Славы 3-й степени.
Помощник командира взвода гвардии старшина Огнев 21 февраля 1944 года при форсировании Днепра в районе деревни Вищин Рогачёвского района Гомельской области заменил выбывшего командира взводе и успешно командовал взводом. Умело командуя взводом, он без потерь личного состава первым ворвался в траншеи противника и уничтожил до 70 солдат противника и две пулемётных точки. Приказом по войскам 3-й армии от 6 марта 1944 года он был награждён орденом Славы 2-й степени.
12 июля 1944 года взвод под его командованием первым форсировал реку Зельвянка возле села Зельва в Гродненской области Белоруссии, захватил плацдарм на правом берегу реки, отбивал контратаки противника и уничтожил до 2 взводов солдат противника и 13 солдат взял в плен, дав возможность переправиться через реку остальным стрелковым подразделениям. Сам Огнев был в этом бою тяжело ранен.
При прорыве обороны противника у города Белосток 24 июля 1944 года заменил вышедшего из строя командира взвода и первым ворвался в траншеи противника, уничтожив до 50 солдат противника. Лично уничтожил 8 солдат. Указом Президиума Верховного Совета СССР от 24 марта 1945 года он был награждён орденом Славы 1-й степени.
Был демобилизован в мае 1945 года в звании старшины. Вернулся на родину. Жил в посёлке Талый Ключ Краснощёковского района Алтайского края.
Скончался 3 февраля 1978 года.

## Память
- Его именем названа улица в посёлке Чинета.